# Protektorat Ugandy
Protektorat Ugandy (ang. Uganda Protectorate) – historyczne brytyjskie terytorium, protektorat we wschodniej Afryce, na terenie obecnej Ugandy, istniejące w latach 1894–1962.